# HC Pardubice

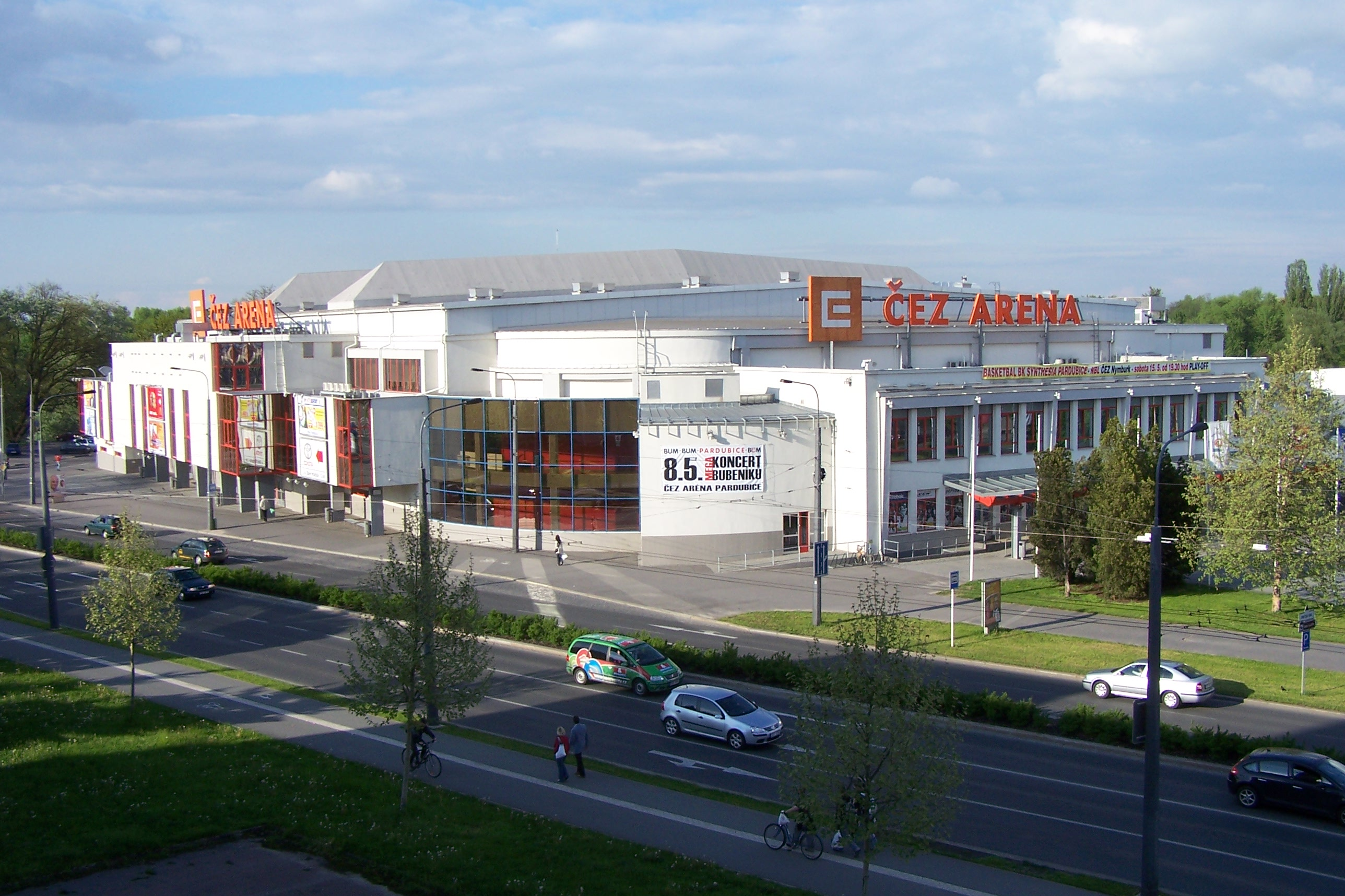
ČEZ Arena Pardubice

HC Dynamo Pardubice är en tjeckisk ishockeyklubb i Pardubice som bildades 1923. Klubben spelar i Extraliga, och har sina hemmamatcher i ČEZ Arena. De blev tjeckiska mästare 2005, 2010, 2012 och tjeckoslovakiska mästare 1973, 1987 och 1989.

## Tidigare klubbnamn
- 1923 – LTC Pardubice
- 1949 – Sokol Pardubice
- 1950 – Slavia Pardubice
- 1953 – Dynamo Pardubice
- 1960 – Tesla Pardubice
- 1991 – HC Pardubice
- 1995 – HC IB (Investiční banka) Pardubice
- 1997 – HC IPB (Investiční a poštovní banka) Pardubice
- 2002 – HC ČSOB (Československá obchodní banka) Pojišťovna Pardubice
- 2003 – HC Moeller Pardubice
- 2009 – HC Eaton Pardubice
- 2011 – HC ČSOB (Československá obchodní banka) Pojišťovna Pardubice
- 2015 – HC Dynamo Pardubice